# Mahmud IV de Malí
Mahmud IV (también conocido como Mansa Mamadou III, Malí Mansa Mamadou y Niani Mansa Mamadou) fue el último gran emperador (mansa) del Imperio de Malí según Tarikh al-Sudan. Antes de su reinado hubo un periodo con algún tipo de vacío, indicado por el largo periodo en el que ninguna fuente, ni escrita ni oral, indican un gobernante. Se sabe que hubo más de una persona que reclamaba el trono, lo que provocó que Sankar-Zouma y Farima-Soura rechazaran ayudar a Mahmud IV en su acción militar contra Djenné.

## Batalla de Djenné
Mahmud IV lanzó un ataque contra la ciudad de Djenne en 1599 con aliados fulani esperando aprovechar la derrota del Imperio songhai. Fusileros marroquíes, desplegados desde Tombuctú se unieron a la batalla, y expusieron a Malí a la misma tecnología de las armas de fuego que había vencido a Songhai. A pesar de muchas pérdidas, el ejército malí no fue disuadido y casi logra la victoria; sin embargo, el ejército en el interior de Djenné intervino, obligando a Mansa Mahmud IV y a su ejército a retroceder hasta Kangaba. La historia oral mandinka dice que los tres hijos de Mahmud IV se dividieron el reino y lucharon entre ellos.